# 树兰基金
树森·兰娟院士人才基金是中国工程院院士郑树森和李兰娟夫妇与2012年5月25日在浙江发起和设立的专项公益基金，简称树兰基金。具二位发起人在当日的记者会上称：该基金主要奖励和提掖在医学科研和临床领域取得突破性创新成果的中国杰出科技人才。

宗旨为“发展教育、扶植新秀、奖掖群贤”，每年评选一次，奖励在医学科研与临床领域取得突破性创新成果、对人类健康和社会发展作出杰出贡献的中国内地及港澳台地区杰出科技人才。两位发起人在该基金成立之时分别捐助100万元。后期也接受社会捐助。